# Балтословенски језици
Балтословенска језичка заједница је претпостављена скупина балтичких и словенских језика у оквиру индоевропских језика. Сличности између две наведене скупине језика су толике да се не срећу међу другим скупинама индоевропских језика.
По претпоставци сви језици из ове скупине воде порекло од прабалтословенског језика, из кога су се првобитно издвојили прасловенски и прабалтички језик. Међутим, постоје и другачија (мада мањинска) мишљења о блискости словенских и балтичких језика. Она се ослањају на „вишемиленијумски језички додир“ обе језичке скупине, услед чега је дошло до сличности.
Једна од важних сличности балтичких и словенских језика јесте и то што су обе језичке групе „најархаичније“ од свих група индоевропске породице језика.

## Порекло
По највероватнијој научној претпоставци, Курганској претпоставци , која се заснива на поређењу данашњих језика, сви балтословенски језици су настали од прабалтословенског језика, који је, опет, настао од источног огранка праиндоевропског језика на степама Понта (познат и као Сатемски). Прабалтословенски језик је вероватно постојао од 3. до 1. миленијума п. н. е. Дати језик био је близак индоиранском језику и прагерманском језику.
„Зрело доба“ прабалтословенског језика везује се за раздобље 1500-1300. п. н. е. После тога се дати језик распао на два засебна језика: прабалтички и прасловенски језик.

## Докази сличности балтословенских језика
Докази Бругмана
Докази Семерењија
Докази у речнику: Балтословенски језици деле више од 100 речи. На пример:
| прабалтословенски | Литвански | Старопруски | Летонски | Латгалски | Прасловенски | Старословенски | Руски  | Пољски | Српски |
| ----------------- | --------- | ----------- | -------- | --------- | ------------ | -------------- | ------ | ------ | ------ |
| lḗjpā             | líepa     | līpa        | liẽpa    | līpa      | лéјпā        | липа           | липа   | lipa   | липа   |
| ránkā             | rankà     | rānkan      | rùoka    | rūka      | рáнкā        | рѫка           | рукá   | ręka   | рука   |
| galwā́             | galvà     | galwo       | galva    | golva     | галвà        | глава          | головá | głowa  | глава  |

## Списак балтословенских језика
Балтославенској језичној заједници припадали су следећи језици:
Балтички језици балтославенске језичне заједнице:
- Латгалски језик,
- Летонски језик,
- Литвански језик,
- Старопруски језик†.

Словенски језици балтославенске језичне заједнице:
- Јужнословенски језици:
  - бошњачки језик,
  - бугарски језик,
  - македонски језик,
  - словеначки језик,
  - српски језик,
  - хрватски језик;
  - црногорски језик;
- Источнословенски језици:
  - белоруски језик,
  - русински језик,
  - руски језик,
  - украјински језик;
- Западнословенски језици:
  - горњолужичкосрпски језик,
  - доњолужичкосрпски језик,
  - кашупски језик,
  - полапски језик†,
  - пољски језик,
  - словачки језик,
  - поморански језик†,
  - поморанско-словински језик†,
  - чешки језик.

## Државе у којима се говоре балтословенски језици
- Литванија (литвански),
- Летонија (летонски, руски),
- Пољска (пољски),
- Чешка (чешки),
- Словачка (словачки),
- Русија (руски),
- Белорусија (руски, белоруски),
- Украјина (украјински, руски),
- Словенија (словеначки),
- Хрватска (хрватски),
- Србија (српски),
- Босна и Херцеговина (бошњачки, српски, хрватски),
- Црна Гора (српски, црногорски),
- Бугарска (бугарски),
- Македонија (македонски).